# Casa N° 27
La Casa N° 27 es una edificación ubicada en la Urbanización Campo Alegre del municipio Chacao, en el área metropolitana de Caracas, Venezuela. Fue diseñada y construida por Manuel Mujica Millán hacia 1932.

## Historia
En 1929, el ingeniero Carlos Heny Benitz compró los terrenos de la Hacienda Pan Sembrar, ubicada al este del valle de Caracas, y concibió la idea de una urbanización que estuviese a pocos minutos del centro urbano de la ciudad. Para ello, contrató al arquitecto de origen vasco Manuel Mujica Millán, quien proyectó la nueva urbanización denominada Campo Alegre. El macroproyecto incluía calles arboladas y ramblas con una serie de edificaciones de muy marcados estilos arquitectónicos, mayoritariamente pertenecientes al neocolonial español pero también del llamado Estilo Internacional, como la Iglesia de Nuestra Señora del Carmen y la Quinta Las Guaicas.
Dentro de esas edificaciones se incluyó la Casa N° 27, diseñada sobre un área de 10.000 metros cuadrados, que serviría como residencia principal para la familia Heny Benitz. Esta casa se construyó dentro de dos avenidas con eje axial sobre los jardines, que abarcan aproximadamente el 80% de la parcela y que poseen un notorio diseño paisajístico con flora tropical y foránea, caminerías con áreas apergoladas, piscina y área de campin. El diseño del inmueble, por su parte, está ornamentado de forma que se acerca a la arquitectura neocolonial española y al barroco latinoamericano, lo que le imprime de cierto valor artístico.
La Casa N° 27 fue el centro de una polémica cuando la Dirección de Ingeniería Municipal del municipio Chacao autorizó la demolición del inmueble, a pesar de contar con la declaratoria de Monumento Histórico Nacional. El 22 de mayo de 2003, la Corporación Campo Alegre C.A. derribó el 60% de la estructura. El mismo día, la Dirección de Ingeniería Municipal acordó la revisión de la medida, ordenando la paralización inmediata de la demolición. Al día siguiente, el Instituto del Patrimonio Cultural inició un procedimiento administrativo de carácter sancionatorio contra los responsables. El proceso culminó con una multa de Bs. 19.400.000 contra la Corporación Campo Alegre, ordenándoles también la reconstrucción y restauración inmediata del inmueble.
Ya reconstruida, la Casa N° 27 ha sido recientemente el centro de un nuevo proyecto inmobiliario desarrollado por Ferca Rentals denominado Residencias Casa 27, en el que se rodea al histórico edificio con lujosos edificios residenciales de estilo moderno, pero manteniendo el urbanismo original.